# 過海隧道巴士930線
過海隧道巴士930線是香港一條西區海底隧道巴士路線，由城巴營運，來往荃灣西站及會展站，途經荃灣市中心、大窩口邨、葵涌邨、葵興、葵芳、西九龍公路、西區海底隧道、西營盤、上環、中環、金鐘、灣仔及銅鑼灣（祇限去程）。
過海隧道巴士930A線，只於星期一至五繁忙時間提供服務，上午由荃灣西站開往會展站，下午由灣仔（菲林明道）開往荃灣（愉景新城），途經荃灣市中心後，取道荃灣路、西九龍公路及西區海底隧道，往返港島區中環及金鐘，不經大窩口邨及葵涌，去程途經上環，回程途經及林士街天橋及西環。
過海隧道巴士930B線，只於星期一至五上午繁忙時間提供服務，由葵盛（東）單向開往銅鑼灣（摩頓臺），由930經葵盛圍特別班次更改重新編號而成，途經葵盛邨、葵涌邨及大窩口邨後，取道荃灣路、西九龍公路及西區海底隧道，前往港島區上環、中環、金鐘及灣仔。
過海隧道巴士930X線則來往荃灣（愉景新城）及銅鑼灣（摩頓臺），途經荃灣市中心及環宇海灣後，取道荃灣路、西九龍公路及西區海底隧道，往返港島區上環、中環、金鐘及灣仔，不經大窩口邨及葵涌。

## 歷史
- 1997年5月1日：本線配合西區海底隧道通車而投入服務，來往荃灣碼頭及金鐘（東），成為荃灣區及葵青區首條提供全日服務的專利過海巴士路線，亦是城巴首條服務新界西的獨營專利巴士路線，以及西隧首條由城巴獨營的專利過海巴士路線。
- 1999年10月10日：配合新巴590A及M590投入服務需騰出總站車坑，本線總站由金鐘（東）巴士總站遷往金鐘（西）巴士總站。
- 2003年10月26日：配合荃灣西站公共運輸交匯處啟用，本線總站由荃灣碼頭遷往該處；同日，為配合城巴967線改為全日行走及延長至金鐘（西），本線遷回金鐘（東）。
- 2008年7月1日：本線往金鐘（東）方向加停干諾道西近西區公園巴士站，由於巴士在駛出該站後無法直接前往干諾道中，因此需繞經西消防街，是第三條有如此安排的西隧過海路線（首兩條為過海隧道巴士968線及城巴居民巴士88R線經青沙公路的特別班次）。
- 2009年1月5日：930A線投入服務，祇於星期一至五早上開出一班（08:00），投入服務後翌日再加開多一班（08:10），共兩班[8]。
- 2011年8月15日：本線往荃灣西站方向加停干諾道西近皇后街巴士站，以便利皇后街和干諾道西居民。
- 2011年8月15日：落實《2011-2012年度巴士路線發展計劃》中的建議，930A增設兩班回程班次，逢星期一至五下午18:15及18:45由金鐘（東）開出，途經林士街天橋及石塘咀後直往楊屋道及荃灣西站[9]。
- 2012年2月6日：早上班次總站在金鐘（東）總站後，經軍器廠街、告士打道延長至灣仔碼頭；下午班次延長由灣仔（告士打道）近六國酒店開出，經分域街、軒尼詩道、金鐘道、德輔道中、雪廠街後返回原有路線，將服務範圍擴展至灣仔區[10]。
- 2012年7月29日：930及930A線提升服務如下[11][12][13]：
  - 930兩邊總站分別延長至愉景新城及灣仔碼頭，城巴更以「開線15年呈獻」形容此項改動。
  - 930A早上班次增至三班，開車時間改為07:50、08:00及08:10，在港島區改經金鐘道，不再駛入金鐘（東）巴士總站；
  - 930A下午班次港島區總站由灣仔（告士打道）近六國酒店遷往灣仔碼頭，終站由荃灣西站遷往愉景新城，由灣仔碼頭開出後，經菲林明道、軒尼詩道返回原有路線，駛至楊屋道後，改經大河道、沙咀道、大涌道（不經王少清中學巴士站，與主線930線不同）及美環街，取消荃灣西站巴士站，此項改動為落實《2012-13年荃灣區巴士路線發展計劃》之建議。
- 2013年8月25日：930往荃灣（愉景新城）方向駛至金鐘道後，改經德輔道中、永和街往干諾道中，並於沿途增設三個分站，不再途經皇后大道中及畢打街原有分站。
- 2015年5月17日：本線港島區總站由灣仔碼頭遷移往灣仔北公共運輸交匯處，以配合灣仔碼頭公共運輸交匯處因港鐵沙中綫工程而封閉。
- 2015年7月13日：930X線投入服務，祇於星期一至五上下午繁忙時間各開出兩班[14]。7月27日，本線來回方向各增至4班。
- 2016年9月4日：本系列路線作以下重組[15]：
  - 930線逢星期一至五06:00-10:00及星期六、日及公眾假期06:00-13:00改由荃灣西站開出，並改經楊屋道及聯仁街。
  - 930線每日16:00-20:00由灣仔北開出的班次改以荃灣西站為終點站。
  - 930X線改為每日服務，來回程改經沙咀道及聯仁街，不再途經楊屋道。
- 2017年8月27日：本系列路線進行以下重組[16]：
  - 930線：
    - 荃灣西站的尾班車時間延遲至14:00開出，同時愉景新城的尾班車提早至00:00開出；
    - 15:55-23:15由灣仔開出的班次的終點站為荃灣西站；
    - 往灣仔方向改經上角街，並增設「葵涌邨曉葵樓」巴士站，取消大窩口道「葵涌邨茵葵樓」及「葵涌商場」站；
    - 往荃灣方向，軒尼詩道「盧押道」站取消，改停「修頓球場」站（930A線亦作相同改動）；
    - 新增一班特別班次繞經葵盛（東）總站、葵聯邨、葵盛西邨及高盛臺，於星期一至五07:35由荃灣西站開出，並以灣仔（菲林明道）為終點站；

  - 930X線：
    - 荃灣開出的服務時間延長至每日05:55-14:00及17:30-18:00，銅鑼灣開出的服務時間延長至每日15:40-23:00。
    - 港島區總站延長至銅鑼灣（摩頓台）巴士總站。港島方向停靠告士打道「入境事務大樓」站後，改經告士打道（東行）直去，維園道、銅鑼灣天橋、告士打道（西行）、波斯富街、軒尼詩道、怡和街及銅鑼灣道；新增告士打道「百德新街」、怡和街「百德新街」及「聖保祿醫院」站，不再停靠港灣道「灣仔訓練池」站及灣仔北巴士總站；
    - 荃灣方向改經摩頓臺、高士威道、伊榮街、邊寧頓街及怡和街返回軒尼詩道原有路線，不再停靠灣仔北巴士總站、會議道「灣仔碼頭」及軒尼詩道「盧押道」站；並新增「怡和街」、「堅拿道東」、「北海中心」、「修頓球場」及「軒尼詩道官立小學」站；
- 2018年2月12日：增設實時抵站時間查詢服務。[17]
- 2018年11月25日：930X線提升至全日服務；930線除11:00前由港島開出班次外全數遷回至荃灣西站作總站，經楊屋道，不經沙咀道。
- 2019年9月23日：930A線往荃灣方向繞經荃灣西站，過楊屋道街市巴士站後，左轉大河道（西行）、荃灣西站、大河道（東行）、沙咀道返回原有路線。[18]
- 2020年10月18日：930X線調整行車路線 [19]
  - 往荃灣方向增設中途站荃灣（如心廣場）巴士總站。
  - 往銅鑼灣方向駛至金鐘道後，不經告士打道而改為直駛至軒尼詩道後返回原有路線，並增設中途站「盧押道」、「菲林明道」、「杜老誌道」及「灣仔消防局」。
- 2021年12月12日：930作出以下調動：[20]
  - 930線往港島方向加經銅鑼灣，增設中途站「百德新街」，並取消中途站「香港會議展覽中心」
  - 930X線星期一至五上午08:25後和星期六、日及公眾假期全日的往港島方向加停荃灣（如心廣場）巴士總站
  - 930線原有經葵盛圍的特別班次，更改編號為930B，同時新界區總站遷往葵盛（東）巴士總站，港島區總站延長至銅鑼灣（摩頓台）。
- 2022年5月14日：930及930A線港島區總站遷往會展站公共運輸交匯處，930A線往灣仔方向取消菲林明道「香港會議展覽中心」站，930及930A線往荃灣方向取消會議道「灣仔碼頭」站。[21]
- 2022年8月8日：930A線下午班次改由灣仔（菲林明道）開出，取消「會展站」及軒尼詩道「修頓球場」巴士站；同時修改開車時間為1745、1805[22]。
- 2023年8月13日：930線往港島方向駛至金鐘道後，改經軍器廠街前往告士打道，取消軒尼詩道「盧押道」及「菲林明道」站，改停告士打道「入境事務大樓」站[23]。

## 服務時間及班次
930
| 荃灣西站開           | 荃灣西站開  | 荃灣西站開   | 會展站開         | 會展站開    | 會展站開     | 會展站開 |
| 日期                 | 服務時間    | 班次（分鐘） | 日期             | 服務時間    | 班次（分鐘） |          |
| -------------------- | ----------- | ------------ | ---------------- | ----------- | ------------ | -------- |
| 星期一至五           | 06:00-07:00 | 15           | 星期一至五       | 05:55-06:40 | 15           |          |
| 星期一至五           | 07:00-08:00 | 12           | 星期一至五       | 06:40-08:40 | 20           |          |
| 星期一至五           | 08:00-17:30 | 15           | 星期一至五       | 08:40-10:55 | 15           |          |
| 星期一至五           | 17:30-23:50 | 20           | 星期一至五       | 11:10-15:55 | 15           |          |
| 星期一至五           | 00:05       | 00:05        | 星期一至五       | 15:55-16:55 | 12           |          |
|                      |             |              | 星期一至五       | 16:55-18:55 | 10           |          |
| 18:55-22:55          | 15          |              | 星期一至五       |             |              |          |
| 22:55-00:55          | 20          |              | 星期一至五       |             |              |          |
| 星期六               | 05:55-07:55 | 20           |                  |             |              |          |
| 星期六               | 07:55-10:55 | 15           |                  |             |              |          |
| 星期六               | 11:10-15:55 | 15           |                  |             |              |          |
| 星期六               | 15:55-19:55 | 12           |                  |             |              |          |
| 星期六               | 18:55-22:55 | 15           |                  |             |              |          |
| 星期六               | 22:55-00:55 | 20           |                  |             |              |          |
| 星期六、日及公眾假期 | 06:00-19:30 | 15           | 星期日及公眾假期 | 05:55-07:55 | 20           |          |
| 星期六、日及公眾假期 | 19:30-23:50 | 20           | 星期日及公眾假期 | 07:55-10:55 | 15           |          |
| 星期六、日及公眾假期 | 00:05       | 00:05        | 星期日及公眾假期 | 11:10-22:55 | 15           |          |
| 星期六、日及公眾假期 |             |              |                  | 22:55-00:55 | 20           |          |

- 綠字班次以荃灣（愉景新城）為總站

930A
- 星期一至五：
  - 荃灣西站開：07:50、08:00、08:10
  - 灣仔（菲林明道）開：17:45、18:05

930B
- 星期一至五：
  - 葵盛（東）開：07:45

930A及930B線星期六、日及公眾假期不設服務
930X
| 荃灣（愉景新城）開   | 荃灣（愉景新城）開 | 荃灣（愉景新城）開 | 銅鑼灣（摩頓台）開   | 銅鑼灣（摩頓台）開 | 銅鑼灣（摩頓台）開 |
| 日期                 | 服務時間           | 班次（分鐘）       | 日期                 | 服務時間           | 班次（分鐘）       |
| -------------------- | ------------------ | ------------------ | -------------------- | ------------------ | ------------------ |
| 星期一至五           | 05:55-07:15        | 20                 | 星期一至五           | 11:00-17:40        | 20                 |
| 星期一至五           | 07:30              | 07:30              | 星期一至五           | 17:40-18:40        | 12                 |
| 星期一至五           | 07:43-07:59        | 8                  | 星期一至五           | 18:40-19:40        | 15                 |
| 星期一至五           | 08:10、08:25       | 08:10、08:25       | 星期一至五           | 19:40-23:40        | 20                 |
| 星期一至五           | 08:40-00:00        | 20                 | 星期一至五           | 23:40-00:55        | 25                 |
| 星期六、日及公眾假期 | 05:55-23:35        | 20                 | 星期六、日及公眾假期 | 11:00-23:40        | 20                 |
| 星期六、日及公眾假期 | 00:00              | 00:00              | 星期六、日及公眾假期 | 23:40-00:55        | 25                 |

- 藍字班次不經如心廣場

## 收費
| 路線      | 全程收費 | 分段收費 |
| --------- | -------- | --- |
| 930(A／X) | $20.8    | - 西區海底隧道轉車站往會展站(930(A))／銅鑼灣（摩頓台）(930X)：$12.2 - 過西區海底隧道後往會展站(930(A))／銅鑼灣（摩頓台）(930X)：$7.7 - 西區海底隧道轉車站往荃灣西站(930)／荃灣（愉景新城）(930A／930X)：$11.0 - 過青葵公路往荃灣西站(930)／過荃青交匯處後往荃灣（愉景新城）(930A／930X)：$6.8 |
| 930B      | $20.8    | - 西區海底隧道轉車站往銅鑼灣（摩頓台）：$12.2 - 過西區海底隧道後往銅鑼灣（摩頓台）：$7.7 |

| - 本線設有12歲以下小童及65歲或以上長者半價優惠。 - 65歲或以上香港居民使用「樂悠咭」，以及12歲以下合資格殘疾兒童使用「殘疾人士身份」個人八達通繳付車資，均可享有每程$2.0或半價（以較低者為準）的票價優惠；12至64歲合資格殘疾人士使用「殘疾人士身份」個人八達通（包括「樂悠咭」），以及60至64歲香港居民使用「樂悠咭」繳付車資，均可享有每程$2.0或全費（以較低者為準）的票價優惠。 - 65歲或以上長者如使用長者或一般個人八達通繳付車資，則只可享有半價優惠；12至64歲合資格殘疾人士如不使用「殘疾人士身份」個人八達通，以及60至64歲人士如不使用「樂悠咭」繳付車資，必須繳付全費。 - 乘客可以現金或八達通於上車時付款，不設找續。 - 每位成人乘客可免費攜帶最多兩名4歲以下而不佔座位的兒童乘客乘車，超額之4歲以下小童必須繳付小童車費乘車。 - 九龍巴士、城巴及龍運巴士全職員工及家屬（不包括外判職員）可免費乘搭本路線，惟必須拍職員或職員家屬八達通。 - 乘客亦可使用AlipayHK「易乘碼」、支付寶、 WeChatHK／微信支付「搭車碼」、銀聯雲閃付「乘車碼」及BOC Pay「乘車碼」、具有感應式支付功能的VISA、Mastercard及銀聯卡，以及Apple Pay、Google Pay及Samsung Pay流動支付平台繳付車資。使用此支付方式的乘客可享有中途下車之分段收費，以及與其他城巴獨營路線或聯營線城巴班次之轉乘優惠，惟不適用於與非城巴路線之轉乘優惠。使用此支付方式的乘客亦不能享有「公共交通費用補貼計劃」及「長者及合資格殘疾人士公共交通票價優惠計劃」。 |

### 八達通轉乘優惠
930(A/B/X)←→港島半山區及東區路線，次程可獲$1.5折扣優惠，轉乘時限為90分鐘
- 930(A/B/X)往港島 → 11往渣甸山、12A往麥當奴道、12M往柏道或789往小西灣
- 11往中環、12A、12M或789往金鐘 → 930(A/X)往荃灣

930(A/B/X)←→港島西區路線，次程可獲$3.7折扣優惠，轉乘時限為90分鐘
- 930(A/B/X)往港島 → 1、5B、5X或10任何方向
- 1、5B、5X或10任何方向 → 930(A/X)往荃灣

930(A/B/X)往港島 → 629往海洋公園，次程可獲$5折扣優惠，轉乘時限為120分鐘

## 使用車輛
930及930X線現時主要使用9輛亞歷山大丹尼士Enviro 500 12米（81XX-84XX）、12.8米（63XX、64XX）巴士。

## 行車路線
930
荃灣西站開經：大河道、楊屋道、聯仁街、沙咀道、德士古道、大窩口道、上角街、大窩口道、興芳路、葵青交匯處、荃灣路、葵涌道、青葵公路、西九龍公路、西區海底隧道、干諾道西、西消防街、干諾道西、干諾道中、民吉街、統一碼頭道、民吉街、干諾道中、夏愨道、紅棉路支路、金鐘道、軍器廠街、天橋、告士打道（東行）、維園道、天橋、告士打道（西行）、杜老誌道天橋、杜老誌道、鴻興道及菲林明道。
會展站開經：鴻興道、菲林明道、天橋、菲林明道、軒尼詩道、金鐘道、德輔道中、永和街、干諾道中、干諾道西、西區海底隧道、西九龍公路、青葵公路、葵涌道、葵富路、興芳路、大窩口道、德士古道、沙咀道及大河道。
每日10:55或之前往荃灣的班次駛至沙咀道後，改經大涌道（南行）、迴旋處、大涌道（北行）、青山公路－荃灣段、荃景圍及美環街，不經有斜體字之路段。
各班次之具體停站請參考資訊框
930A
荃灣西站開經：大河道、楊屋道、德士古道、荃青交匯處、荃灣路、葵涌道、青葵公路、西九龍公路、西區海底隧道、干諾道西、西消防街、干諾道西、干諾道中、民吉街、統一碼頭道、民吉街、干諾道中、夏愨道、紅棉路支路、金鐘道、軍器廠街、天橋、告士打道及菲林明道。
灣仔（菲林明道）開經：軒尼詩道、金鐘道、德輔道中、雪廠街、干諾道中、林士街天橋、干諾道西、嘉安街、德輔道西、山道、干諾道西、西區海底隧道、西九龍公路、青葵公路、荃灣路、荃青交匯處、德士古道、楊屋道、大河道（南行）、荃灣西站巴士總站、大河道（北行）、沙咀道、大涌道、青山公路—荃灣段、荃景圍及美環街。
各班次之具體停站請參考資訊框
930B
經：葵聯路、葵盛圍、大窩口道、上角街、大窩口道、德士古道、荃青交匯處、荃灣路、葵涌道、青葵公路、西九龍公路、西區海底隧道、干諾道西、西消防街、干諾道西、干諾道中、民吉街、統一碼頭道、民吉街、干諾道中、夏慤道、紅棉路支路、金鐘道、軒尼詩道、怡和街及銅鑼灣道。各班次之具體停站請參考資訊框。
930X
荃灣（愉景新城）開經：美環街、荃景圍、青山公路-荃灣段、大涌道、沙咀道、大河道（南行）、如心廣場巴士總站、大河道（北行）、沙咀道、聯仁街、馬頭壩道、德士古道、荃青交匯處、荃灣路、葵涌道、青葵公路、西九龍公路、西區海底隧道、干諾道西、西消防街、干諾道西、干諾道中、民吉街、統一碼頭道、民吉街、干諾道中、夏愨道、紅棉路支路、金鐘道、軒尼詩道、怡和街及銅鑼灣道。
星期一至五(公眾假期除外) 早上08:25前之班次不經有粗體字之路段。
銅鑼灣（摩頓台）開經：摩頓臺、高士威道、伊榮街、邊寧頓街、怡和街、軒尼詩道、金鐘道、德輔道中、永和街、干諾道中、干諾道西、西區海底隧道、西九龍公路、青葵公路、荃灣路、荃青交匯處、德士古道、馬頭壩道、聯仁街、沙咀道、大河道（南行）、如心廣場巴士總站、大河道（北行）、沙咀道、大涌道、青山公路—荃灣段、荃景圍及美環街。

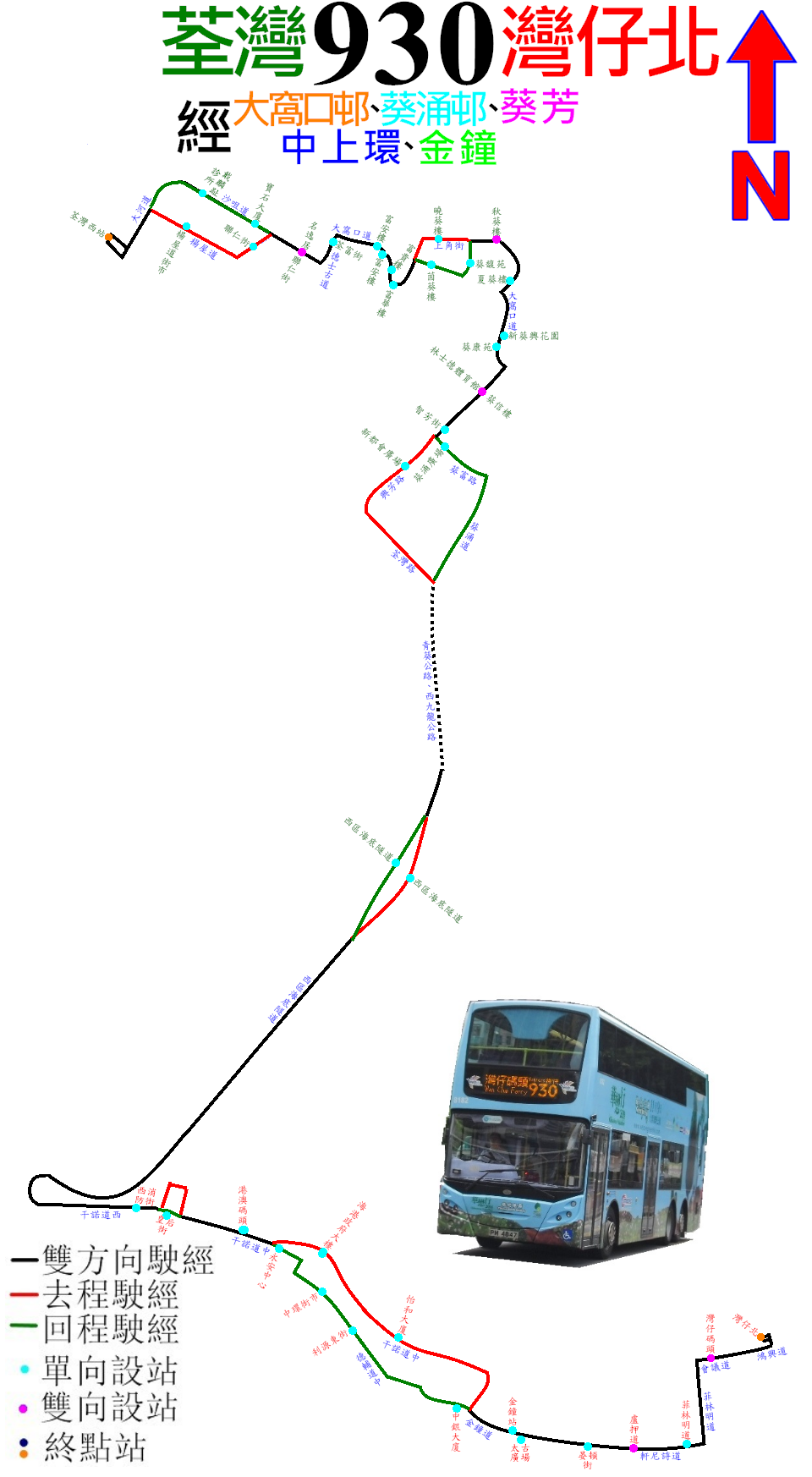
930線的走線圖

各班次之具體停站請參考資訊框

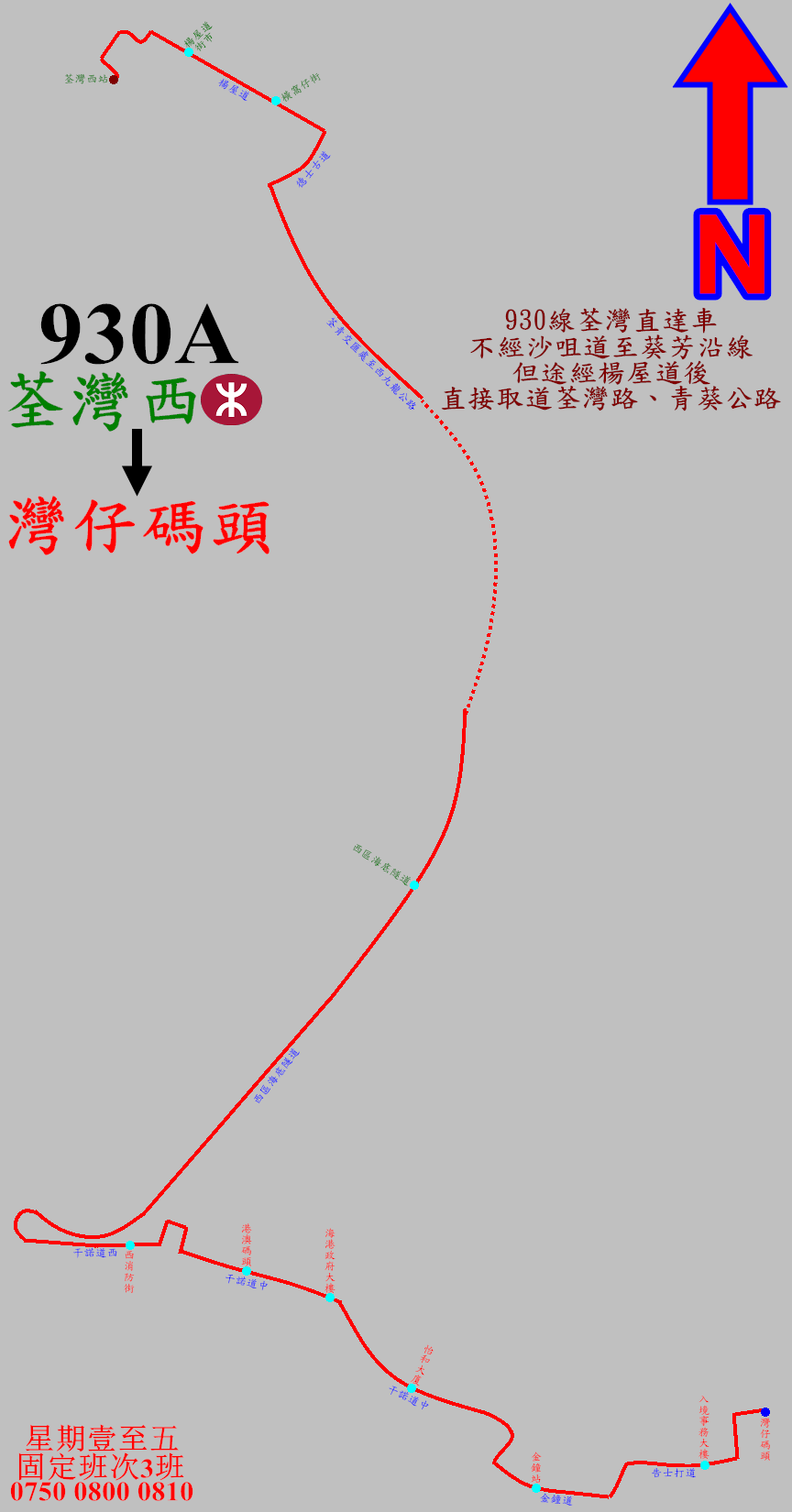
930A線早上班次的走線圖
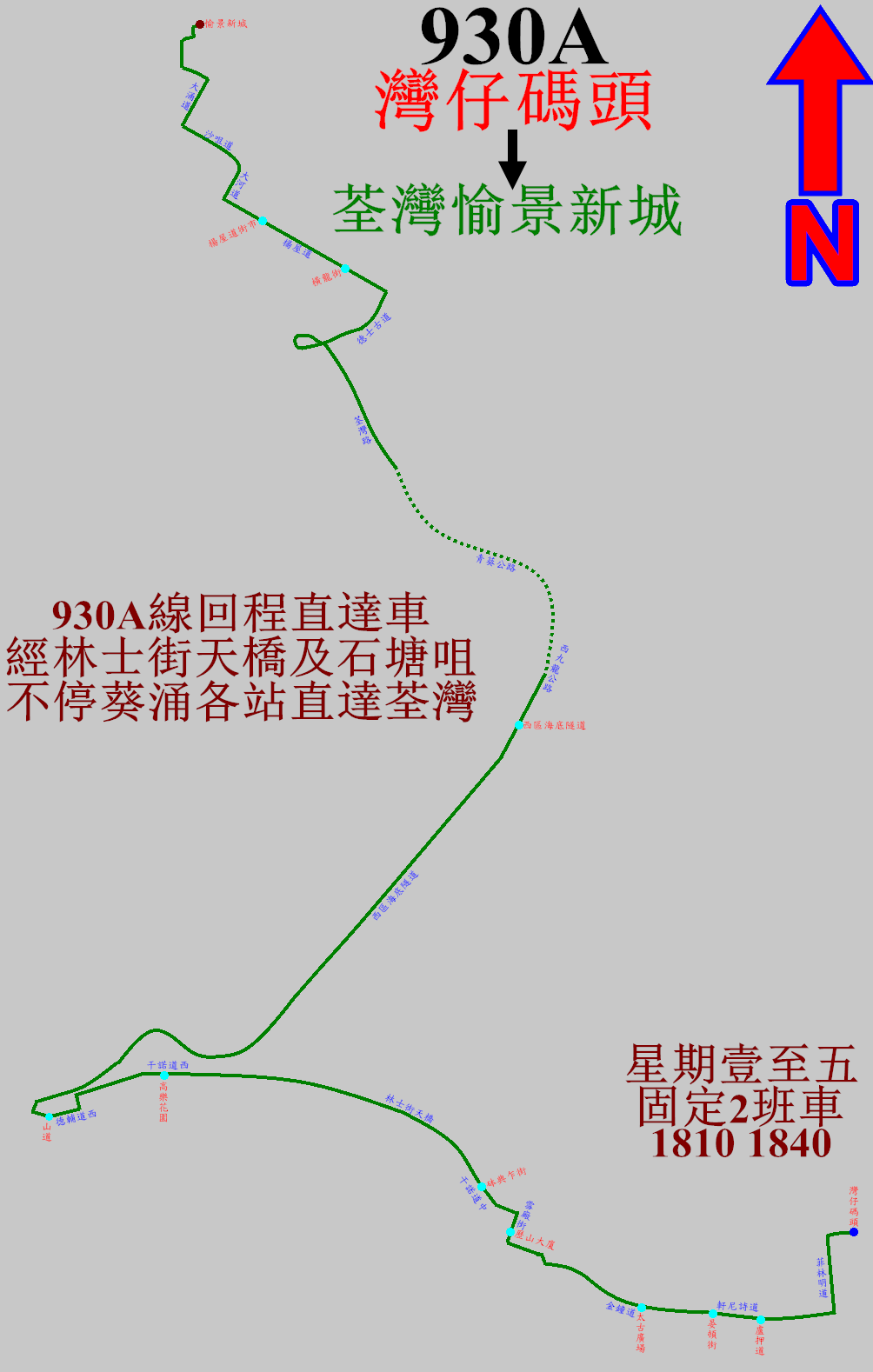
930A線黃昏班次的走線圖

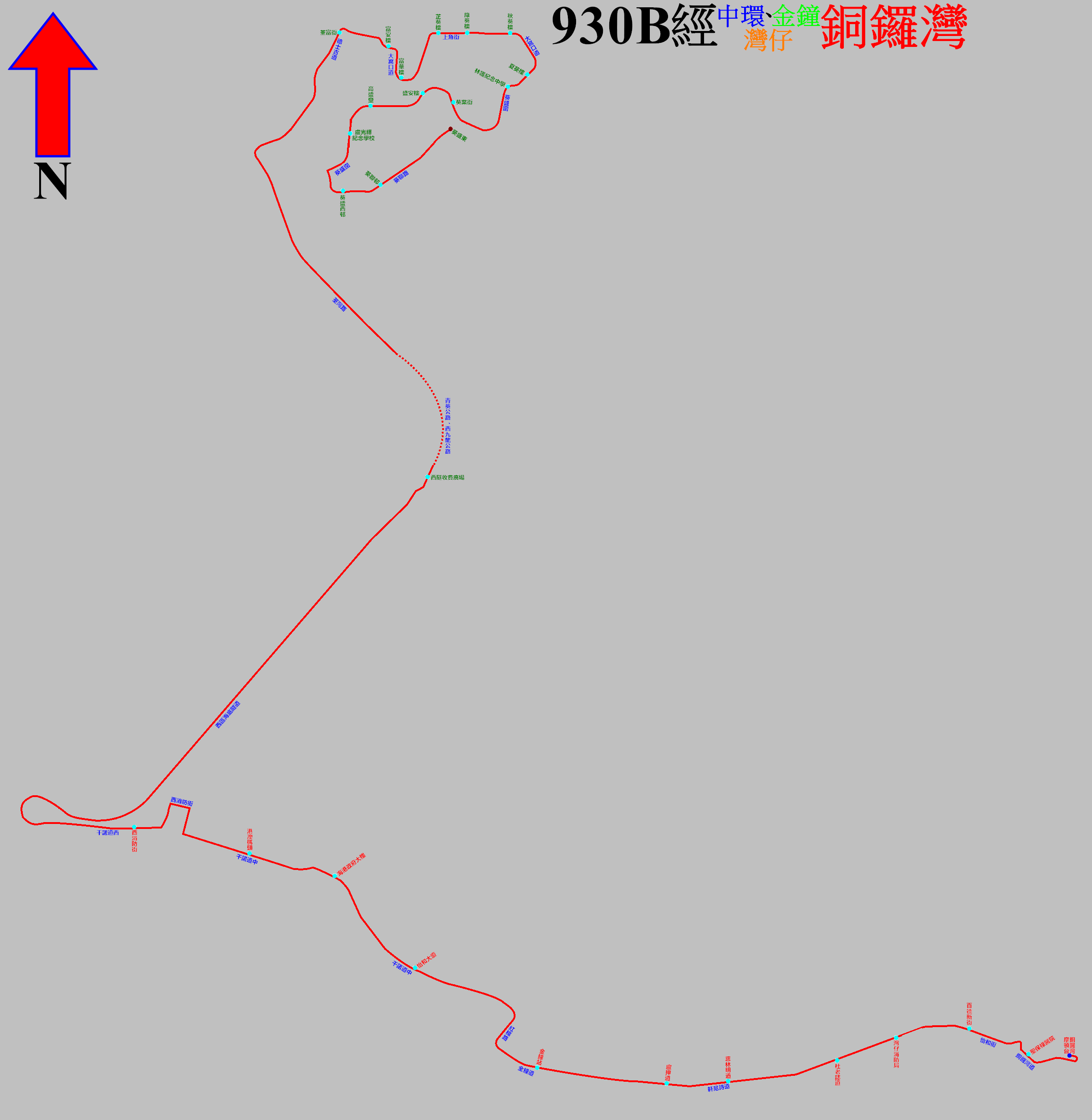
930B線的走線圖

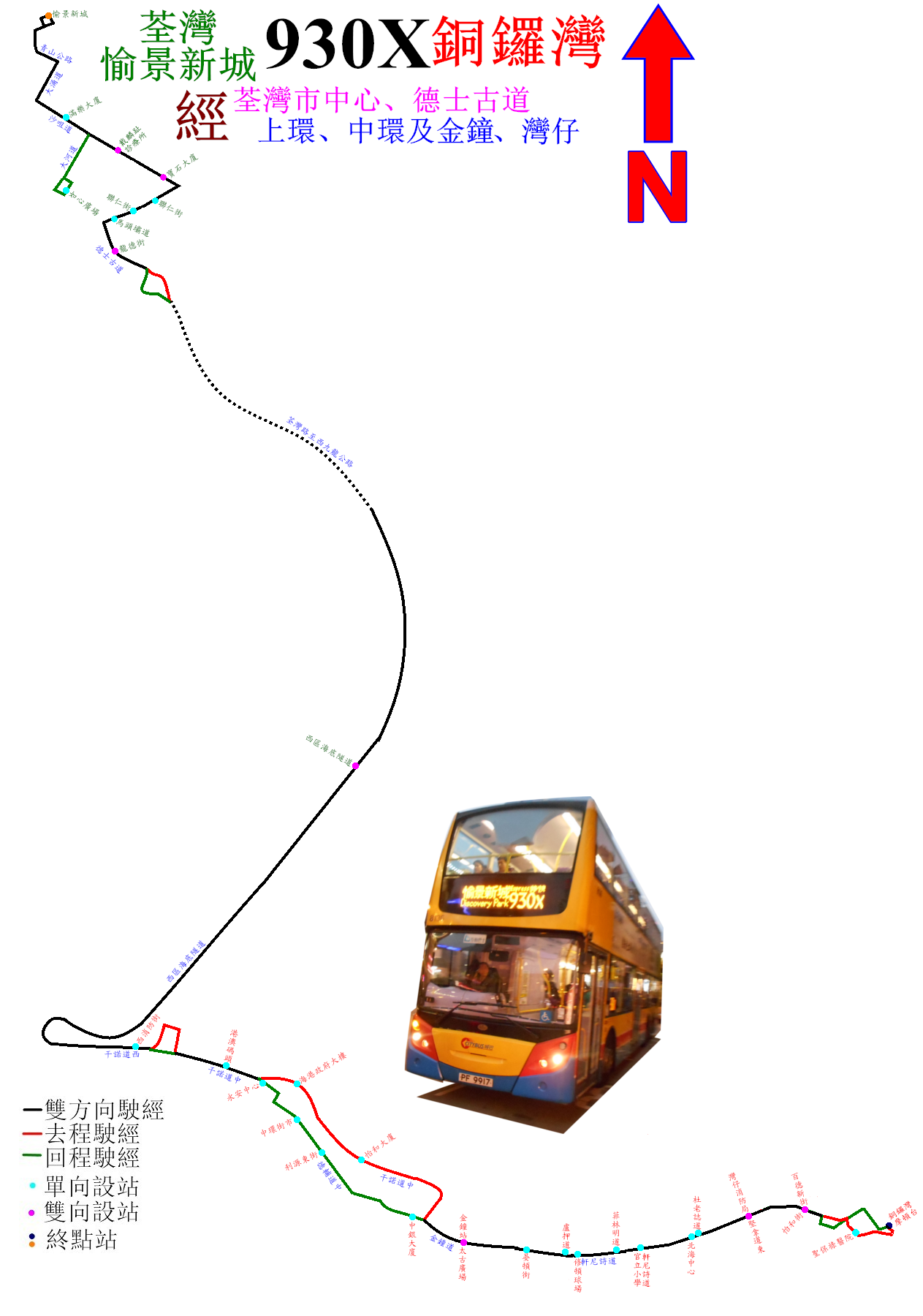
930X線的走線圖

## 客量
本線取道三號幹線往返新界及港島，惟初時於荃灣服務範圍僅限南部一帶，乘客使用率未盡理想。雖然後來擴闊服務範圍至愉景新城一帶，但由於需繞經大窩口、葵芳等地，仍遠不如934線等其他選擇吸引。自從特快路線930X開辦並不斷加強服務及提升至全日雙向行走，漸漸取代本線成為荃灣主要過海路線，本
線客源集中在大窩口及葵涌。
930A線雖然於早上經常爆滿，但黃昏班次的車廂坐位未必能坐滿。
930X線延長服務時段初期客量一般，但隨著正式改為全日服務和延長路線至銅鑼灣，其潛在客源和知名度上升。加上此線能為荃灣乘客提供真正特快的服務，在吸納原本930的乘客同時，較便宜的車費以及頻密的班次之優勢也搶走部分紅色小巴和港鐵及不少934的乘客，故客量正持續穩步上揚，城巴有見及此亦不斷建議增加服務範圍，以方便並吸納更多乘客。惟加停如心廣場一帶以後，荃灣區一帶的走線變得迂迴，再加上城巴多次加價之後，其競爭優勢開始減少，間接使愉景新城一帶的乘客回流至934線。不過此路線仍然吸引不少荃灣市中心及荃灣南的乘客乘坐。
由於荃灣和葵涌近年有不少住宅相繼落成，本系列路線的發展前景明朗，惟全程收費高於港鐵是此系列路線最大的發展障礙。

## 路線紀錄
本線投入服務後，創下多項紀錄：
1. 930線是荃灣區及葵青區首條提供全日服務的專利過海巴士路線，並與960線成為新界西首兩條提供全日服務的專利過海巴士路線。
2. 930線是城巴首條服務新界地區的獨營專利巴士路線，亦是城巴首條服務新界西的專利巴士路線。
3. 930線是西隧首條由城巴獨營的專利過海巴士路線。
4. 930X線是荃灣第二條全日專利過海巴士路線，以及荃灣區（不包括青洲仔半島）首條來往銅鑼灣的全日專利過海巴士路線[註 4]。
5. 930線開辦初期，與九巴獨營及聯營的首批西隧過海巴士路線，統稱「西隧快線」，而930線的路線資料，曾經一度出現於九巴乘客服務熱線的路線錄音資料內，成為唯一一條曾出現於九巴熱線內的非載通國際成員公司的專利巴士路線，是一項較為特別的紀錄。
6. 930線為了與港鐵競爭，在2012年7月29日延長路線前，兩邊總站的頭尾車時間是與港鐵荃灣綫服務時間看齊（港鐵荃灣綫頭車為06:00由荃灣站及中環站開出，尾車分別於00:30及01:00由荃灣站及中環站開出），延長路線後，新總站的頭尾車時間均比舊總站提早5分鐘開出（荃灣（愉景新城）開05:55-00:25，現時已提早至00:05開出尾班；灣仔碼頭開05:55-00:55）。
7. 930線初時由於只限往金鐘方向停靠干諾道西，而往荃灣方向卻沒有如962、962B（今952）、962X、967、969及969A路線於干諾道西近皇后街設站，令上環和帝后華庭往荃灣的乘客需要於永安中心轉乘本線，構成不便，該區乘客寧願採用紅色公共小巴（上環／西營盤至荃灣線）前往，直至2011年8月15日本線往荃灣方向於干諾道西近皇后街加設分站，問題才得以解決。
8. 為配合新政府總部落成啟用，城巴及運輸署於2011年8月計劃將930線及930A線延長至灣仔碼頭（已改稱會展站），但因種種原因未能實行。經過一輪角力，由2012年2月6日起930A線率先延長至灣仔區。當時據城巴表示，並未接獲有關計劃通知，是否延長930路線仍處於初擬階段。另外，根據《2012-13年度荃灣區巴士路線發展計劃》，930線及930A線建議延長至荃灣（愉景新城），將服務範圍擴展至荃灣市中心西部，不再入荃灣西站。為減少對原有乘客影響，930線會在前往愉景新城方向，繞經王少清中學一段的大涌道。最終930線延長至愉景新城的改動於2012年7月29日起實施，同日起港島區總站延長至灣仔碼頭，來回程取道軒尼詩道及菲林明道[12]。
9. 930經葵盛圍特別班次是該帶首項由城巴提供的服務，令城巴站牌首次在該帶出現 （已改稱930B）

## 外部連結
城巴
- 過海隧道巴士930線 （页面存档备份，存于）
- 過海隧道巴士930A線 （页面存档备份，存于）
- 過海隧道巴士930B線 （页面存档备份，存于）
- 過海隧道巴士930X線 （页面存档备份，存于）
- 過海隧道巴士930線路線圖 （页面存档备份，存于）
- 過海隧道巴士930A線路線圖[]
- 過海隧道巴士930B線路線圖 （页面存档备份，存于）
- 過海隧道巴士930X線路線圖 （页面存档备份，存于）
- 過海隧道巴士930線詳細時間表 （页面存档备份，存于）
- 過海隧道巴士930X線詳細時間表 （页面存档备份，存于）

其他
- 681巴士總站－過海隧道巴士930線 （页面存档备份，存于）
- 681巴士總站－過海隧道巴士930A線 （页面存档备份，存于）
- 681巴士總站－過海隧道巴士930B線 （页面存档备份，存于）
- 681巴士總站－過海隧道巴士930X線 （页面存档备份，存于）
- 香港巴士大典上的相关条目：過海隧巴930線
- 香港巴士大典上的相关条目：過海隧巴930A線
- 香港巴士大典上的相关条目：過海隧巴930B線
- 香港巴士大典上的相关条目：過海隧巴930X線